# Elymnias pseudeuploea
Elymnias pseudeuploea är en fjärilsart som beskrevs av Hans Fruhstorfer 1911. Elymnias pseudeuploea ingår i släktet Elymnias och familjen praktfjärilar. Inga underarter finns listade i Catalogue of Life.